# آگاراک، آراگاتسوتن
آگاراک (به ارمنی: Ագարակ) یک روستا در ارمنستان است که در استان آراگاتسوتن واقع شده‌است. آگاراک در ۶ کیلومتری شمال غرب آشتاراک، مرکز استان آراگاتسوتن واقع شده است.

## خصوصیات
آگاراک ۱٬۷۱۰ نفر جمعیت دارد و در ارتفاع ۱۱۰۰ (۱۳۵۰) متر (۳٬۶۰۰ پا) بالاتر از سطح دریا قرار گرفته است.

## جاذبه‌های تاریخی
- کلیسای آستواتساتسین مقدس (سده‌های ۵–۶ م)
- کلیسای آمناپرکیچ مقدس {توخ مانوک} (سده ۱۰ م)

## نگارخانه

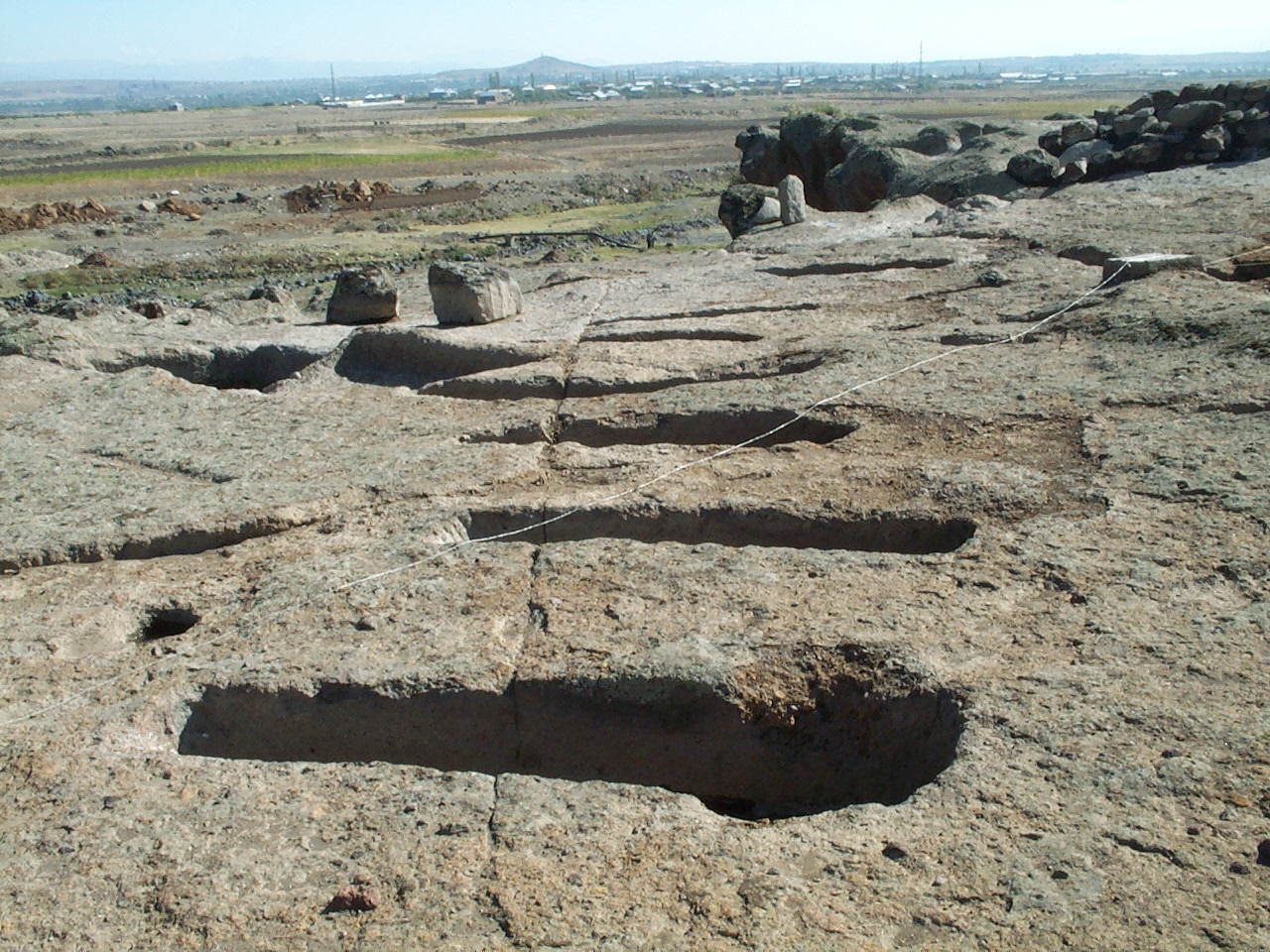
Rock structures from Agarak